# Піх Богдан Петрович
Піх Богдан Петрович (нар. 17 березня 1955, с. Твіржа, Мостиський район, Львівська область, Українська РСР, СРСР) — український залізничник, заслужений працівник транспорту України, начальник Львівської залізниці (2000–2005, 2010—2016).

## Біографія
Народився 17 березня 1955 року у селі Твіржа Мостиського району Львівської області.
У 1975 році закінчив Львівський технікум залізничного транспорту.
Продовжив навчання у Дніпропетровському інституті інженерів залізничного транспорту, який закінчив у 1987 році за спеціальністю «Управління процесами перевезень на залізничному транспорті».
Трудову діяльність розпочав у 1975 році черговим по залізничній станції Мостиська II. Після проходження військової служби в лавах Збройних сил СРСР працював запасним черговим по станціях, поїзним диспетчером та черговим відділу перевезень Львівського відділку залізниці.
У 1983–1990 обіймав посаду начальника залізничної станції Мостиська II.
У 1990–1994 працював у службі перевезень, спочатку заступником начальника служби, а згодом очолив службу.
У 1994–2000 — перший заступник начальника, а в 2000–2005 — начальник Львівської залізниці, з вересня 2006 року обіймав посаду першого заступника начальника Львівської залізниці. 
З 29 липня 2010 року до 29 сiчня 2016 року — начальник Львівської залізниці.

## Політична діяльність
У березні 2006 року висувався кандидатом у народні депутати України від партії «Відродження» (№ 17 у виборчому списку). Член партії «Відродження», з травня 2005 року був заступником голови партії.
Згодом Богдан Піх був членом Партії регіонів, входив до фракції партії в обласній Раді.

## Нагороди і почесні звання
- Орден «За заслуги» І (2015)[2], ІІ (2012)[3] та ІІІ (2003)[4] ступенів.
- «Заслужений працівник транспорту України» (1999)[5].
- Почесна грамота Кабінету Міністрів України (2009).
- Знак «Шахтарська слава» ІІІ ступеня (2004).
- Нагрудний знак «Почесний працівник транспорту України» (2006).
- Знак «Почесному залізничнику» (1998).